# Centre Mèdic Teknon
El Centre Mèdic Teknon, també conegut com Clínica Teknon, és un centre hospitalari situat a la Torre Vilana de Barcelona. L'any 2019, va registrar un volum de 19.500 altes hospitalàries, i un total d'unes 75.500 estades i 235.000 proves diagnòstiques.

## Història
La clínica Teknon té els seus orígens en un antic reformatori (Asil Duran) adquirit el 1990 per l'empresari Javier de la Rosa a instàncies de la seva esposa, Mercedes Misol. Les obres, que van implicar l’enderrocament de gairebé tot el complex, van començar el 1991 i la clínica va obrir les portes el 18 de febrer del 1994.
L'any 2000, va obrir un centre de tractament oncològic, l'anomenat Institut Oncològic Teknon (IOT), afiliat al Memorial Sloan-Kettering Cancer Center de Nova York, centre de referència mundial en la prevenció i el tractament del càncer. Les seves instal·lacions ocupen 3.000 m², dedicats a una àrea de consultes externes, un hospital de dia oncològic i un centre de radioteràpia, que disposa de dos acceleradors lineals d'última generació. En aquesta època també es va construir un heliport, al costat de les consultes de Vilana (construïdes el 1998), per al trasllat dels malats.
El 2004, Tenet Healthcare Corporation (que l'havia adquirit el 1994) la va vendre al fons britànic BC Partners per 70 milions, que al seu torn la va vendre el 2010 al fons privat Magnum per 140 milions d'euros. Finalment, el 2013 va ser adquirida pel Grup Hospitalari Quirón (Quirónsalud).